# Ne bízz senkiben! (album)
A "Ne bízz senkiben!" a C.A.F.B. együttes második hivatalosan rögzített anyaga, az 1992-es "Utcastílus" című felvételt követően.Az album a Trottel records (kiadó) gondozásában került forgalomba 1993-ban.A "Ne bízz senkiben!" két dala, a punk körökben igen közkedvelt B.R.F.K. és az ezt az albumon megelőző "Rémalom" című szerzemény továbbá felkerült a "Pajtás daloljunk 4" válogatásra is, olyan zenekarok társaságában, mint a Leukémia, Trottel, Prosectura, Marina revue és a Barikád. Ez volt az utolsó stúdiófelvétel, a gyakran "ős-C.A.F.B." névre keresztelt, korai felállástól. A megjelenést követő kevesebb mint egy év elmúltával, a C.A.F.B. ebben a formában megszűnt létezni. Utolsó hivatalos koncertjét 1994 februárjában adta az együttes ebben a felállásban, mielőtt Szakácsi elkezdte kötelező katonai szolgálatának letöltését. Oláh Immánuel később a Balaton dobosaként tűnt fel. Szakácsi újrakezdte az együttest, de soha nem tért vissza az ezen az albumon hallható erősen hardcore megközelítésű zenei műfajhoz. Szita Mihály 2001-ben eddig ismeretlen körülmények között, életét vesztette. A C.A.F.B. BRFK című dalát sok fiatal együttes feldolgozta az idők folyamán. A dalnak számos különböző verziója jelent meg a múltban, de a "Ne bízz senkiben!" albumon hallható felvétel tekinthető a legelfogadhatóbb minőségűnek.

## Ismertető
Az albumon hallható dalok egy része Oláh Immánuel szerzeménye, amelyeket ő maga (a dobos) énekel a stúdiófelvételeken is. Hasonlóan sok későbbi C.A.F.B. anyaghoz, Szakácsi Gábor már ezen a felvételen is megosztotta az énekesi pozíciót, más zenekari tagokkal. A C.A.F.B. Ne bízz senkiben! című albuma, a magyar punk-hardcore zenei műfaj egyik alapműveként van nyilvántartva.

## Az album dalai
- Intro
- Utolsó varos
- Középen
- Vérgőzös alkoholmámor
- A richterskála 8. foka
- Felrobbantak
- Örvény
- Vérrel
- Sörét
- Erőszak
- Szadista
- Ne bízz senkiben!
- Döfés
- Balsorsod
- Rémalom
- B.R.F.K.

## Közreműködők
- Szakácsi Gábor - ének, gitár
- Oláh Immánuel - ének, dob
- Szita Mihály - basszusgitár, vokál